# Château Romer du Hayot
Pour les articles homonymes, voir Hayot.
Le château Romer du Hayot, est un domaine viticole de 15 ha situé à Fargues en Gironde. En AOC Sauternes, il est classé deuxième grand cru dans la classification officielle des vins de Bordeaux de 1855.

## Histoire du domaine
Fondé au XVIIe siècle par la famille Montalier, il est aujourd'hui la propriété des du Hayot.

## Terroir
Le sol du terroir est graveleux et argilo-graveleux avec un encépagement à 70 % de sémillon, 25 % sauvignon, et 5 % muscadelle. Les vignes ont un âge moyen de 35 ans.

## Vin
Élevé 36 mois en fûts de chêne, le domaine produit environ 25 000 bouteilles par an du grand cru. La propriété produit également un second vin Le 2.